# Chiến tranh Thục – Ngụy (247–262)
Chiến tranh Thục – Ngụy (247–262), hay còn biết đến với tên gọi Cửu phạt Trung Nguyên, là một loạt các chiến dịch quân sự có quy mô vừa và nhỏ diễn ra chủ yếu trên biên giới lãnh thổ nhà Tào Ngụy do tướng nhà Thục Hán là Khương Duy phát động từ năm 247 đến năm 262 trong thời kỳ Tam Quốc của lịch sử Trung Quốc.
Những cuộc tấn công của quân Thục Hán cuối cùng phải bị hủy bỏ do nguồn cung cấp lương thảo cho các chiến dịch bị đứt đoạn, không cung ứng đủ cho đoàn quân cũng như những thiệt hại về nhân sự trên chiến trường. Nhìn chung, chiến dịch đã thể hiện sự quyết tâm của danh tướng Khương Duy trong việc kế tục ý chí Bắc phạt của Gia Cát Lượng tuy nhiên diễn biển toàn cục không đạt kết quả đồng thời đã làm cạn kiệt nhân tài vật lực của Thục Hán dẫn đến nhà Thục Hán ngày càng suy yếu và dẫn tới sự sụp đổ hoàn toàn của nhà Thục Hán vào năm 263.

## Bối cảnh
Năm 234, Gia Cát Lượng mất. Khương Duy được giao trọng trách giữ việc quân sự. Ông trở về Thành Đô nhận chức Tả giám quân, Phù Hán tướng quân, Bình Tương hầu. Trên thực tế, ông vẫn ở dưới quyền Tưởng Uyển. Năm 238, Uyển được phong làm Đại tư mã thì Khương Duy được phong làm Tư mã. Năm 243, ông lại được phong làm Trấn tây đại tướng quân, kiêm nhiệm thứ sử Kinh châu. Khương Duy đã phát huy tài năng quân sự và nội chính để tạm dẹp bỏ các mâu thuẫn, tích trữ lực lượng quân giới, quân bị để chờ thời cơ, tích cực chuẩn bị cho các chiến dịch phạt Ngụy.

### Lần thứ nhất
Năm 247, sau khi Tưởng Uyển mất, Phí Vĩ lên làm Thừa tướng, Khương Duy được phong làm Vệ tướng quân, cùng năm đó các tộc thiểu số ở Vấn Sơn (汶山) và huyện Bình Khang (平康) nổi dậy, Khương Duy thống lĩnh quân mã đi đánh dẹp, bình định hai vùng này.
Cùng năm, nhân khi đánh dẹp quân nổi loạn, khí thế đương lên Khương Duy chính thức mang quân Thục tấn công Tào Ngụy, mở màn chiến dịch phạt Trung Nguyên. Quân Thục tấn công và xâm nhập quấy phá các vùng Lững Hữu (隴西), Nam An (南安) sau đó táo bạo giao chiến với các tướng Nguỵ là Quách Hoài, Trần Thái và Hạ Hầu Bá tại sông Định Đào. Tuy nhiên trong lần ra quân đầu tiên,quân Thục bị đánh bại trận tại núi Ngưu Đầu và bị thiệt vài vạn quân. Khương Duy phải cho quân rút lui về Thục. Chiến dịch lần thứ nhất không đạt kết quả.

### Lần thứ hai
Năm diên Hi thứ sáu nhà Thục (năm 249), nhân lúc quân Đông Ngô vừa thắng trận trong cuộc chiến với quân Ngụy, Khương Duy cất quân đến Nam An phát động chiến dịch thứ hai. Tại đây quân Thục đã dùng mưu chém được Từ Chất và vây khốn Tư Mã Chiêu trên núi Thiết Lung, nhưng bị quân Nguỵ trà trộn vào quân Khương đón đánh nên bại trận. Trong chiến dịch này Khương Duy được sự trợ giúp của viên tướng Hạ Hầu Bá vốn bất mãn trước việc một người họ hàng là Tào Sảng bị Tư Mã Ý phế truất và hành quyết, mở đầu cho việc họ Tào từng bước bị họ Tư Mã đoạt quyền.
Trong lần này, Tam Quốc diễn nghĩa hư cấu rằng quân của nhà Thục do Khương Duy chỉ huy tài tình đã giành thắng lợi, đánh bại nhiều viên tướng của Ngụy nhưng sau cho Khương Duy chủ quan nên bị tập kích. Quân Thục tan chạy, chỉ một mình Khương Duy cưỡi ngựa chạy lên núi Ngưu Đầu. Quách Hoài rượt theo, Khương Duy hết tên đành phải giương cung giả bắn về phía Quách Hoài. Quách Hoài né tránh và bắn một phát tên về Khương Duy, Khương Duy chụp được nhưng giả bộ bị trúng tên gục xuống ngựa. Quách Hoài hăm hở lao đến bắt sống thì bị Khương Duy quay người dương tên bắn, do cự ly quá gần và bị bất ngờ nên Quách Hoài trúng tên và chết tại chỗ. Khương Duy chạy thoát về Thục.

### Lần thứ ba
Năm 253, Phí Vĩ mất, Khương Duy lên nắm quyền. Ông dẫn quân ra đường Bào Hãn, đối đầu với thứ sử Ung Châu là Vương Kinh. Tại đây, Khương Duy đã dùng mẹo dử quân Nguỵ đến gần sông Thao thủy rồi quay binh đánh vật lại, loại khỏi vòng chiến đấu hơn một vạn quân. Trên đà thắng lợi Khương Duy tiến đến đồ thành Địch Đạo, nhưng không thành công. Sau đó tướng Ngụy là Trần Thái cùng thứ sử Duyện Châu là Đặng Ngải đến giải vây, quân Thục bị hết lương phải rút quân về.

### Lần thứ tư
Năm 256, Khương Duy được Lưu Thiện phong làm Đại tướng. Ông chỉnh đốn binh mã, ước định ngày giờ hội quân với Hồ Tế ở Thượng Khuê nhưng Hồ Tế không đến. Khương Duy giao chiến với Đặng Ngải ở Đoạn Cốc, quân Thục bị đánh bại, thương vong khá nhiều. Vì vậy dân chúng oán hận ông, các địa phương Lũng Tây cũng nhân đó nổi loạn. Khương Duy dẫn quân về, xin chịu tội, tự giáng chức Thừa tướng như Gia Cát Lượng từng làm khi mất Nhai Đình trước kia để lập công chuộc tội. Lưu Thiện chuẩn y giáng ông làm Hậu tướng quân, lo việc Đại tướng quân. Chiến dịch lần thứ tư xem như thất bại.

### Lần thứ năm
Năm 257, tướng Ngụy là Gia Cát Đản phản đối quyền thần Tư Mã Chiêu, làm phản ở Hoài Nam. Khương Duy nhân cơ hội đó mang quân đánh Ngụy, từ lạc Cốc đến Đạt Thẩm Lĩnh. Lúc đó ở Trường Thành của nước Ngụy có nhiều lương thảo nhưng ít quân bảo vệ. Nghe tin quân Thục tiến đến, quân Ngụy bỏ chạy.
Tướng Ngụy là Tư Mã Vọng mang quân đến giao chiến, Đặng Ngải cũng xuất quân từ Lũng Hữu đến Trường Thành. Khương Duy thúc quân tiến đánh. Ông dựa vào sườn núi cắm trại. Tư Mã Vọng và Đặng Ngải cố thủ ở sông Vị Thủy, dù ông khiêu chiến nhiều lần nhưng quân Ngụy không ra. Sang năm 258, có tin Gia Cát Đản đã thất bại truyền tới mà quân Ngụy vẫn phòng thủ vững, ông rút quân về Thành Đô, được phục chức Đại tướng quân. Cuộc tấn công lần thứ 5 tuy gặp nhiều thời cơ nhưng cũng không đạt kềt quả.

### Lần thứ sáu
Năm Cảnh Diệu Thứ Nhất. Khương Duy kéo quân Thục ra Kỳ Sơn hạ trại. Ông đã liên tục giao đấu và đánh thắng Đặng Ngải tại nhiều trận. Đặng Ngải chỉ còn cách sai người vào Thành Đô kết liên với Hoàng Hạo, phao tin đồn rằng Khương Duy có bụng tạo phản. Cho nên Hậu chủ Lưu Thiền liền giáng chiếu triệu Khương Duy trở về. Cuộc tấn công lần thứ 6 xem như thất bại.

### Lần thứ bảy
Nhân dịp Tư Mã Chiêu chỉ đạo Thành Tế giết Nguỵ chủ Tào Mao, Khương Duy cất 1,5 vạn quân Thục chia làm ba đường. Trương Dực đi ra Lạc Cốc, Liêu Hoá đi lối ra hang Tí Ngọ. Khương Duy ra hang Tà Cốc. Ba mặt cùng kéo đến Kỳ Sơn. Đặng Ngải liền sai Vương Quán giả làm cháu Vương Kinh (Vương Kinh bị giết bởi Tư Mã Chiêu) đến hàng Khương Duy với mục đích làm nội ứng. Tuy nhiên, mưu kế này nhanh chóng bị phát giác. Khương Duy nắm rõ giờ giấc liền đổi ngày hẹn rồi đem quân phục sẵn trong hang Đàm Sơn vây đánh Đặng Ngải. 
Đặng Ngải bị đánh bại, thiệt hại nhiều quân, chuyến này Khương Duy tuy thắng nhưng bị phá mất lương thảo đường sàn do Vương Quán liều chết đốt bỏ. Cho nên ông đành phải rút quân về để đón đánh và giết chết Vương Quán.

### Lần thứ tám
Khương Duy nghiên cứu địa thế nước Thục, đề ra sách lược mới là "liễm binh tụ cốc" (thu quân tập hợp lương thảo), tức là phòng thủ, thu hết lương thảo vào Hán Thành và Lạc Thành khiến quân địch không có lương, nhân thời cơ quân địch vào sâu nội địa để tập kích, quấy rối. Khi quân địch đi xa thiếu lương sẽ nguy cấp và quân Thục sẽ đồng thời phản công. Khương Duy dẫn quân Bắc phạt, chiếm được 9 trại Kỳ Sơn rồi lui binh.

### Lần thứ chín
Năm 262, Khương Duy mang quân ra khỏi Hán Thành đánh Ngụy, bị Đặng Ngải đánh bại. Khương Duy dùng mưu "Dương Đông kích Tây" mà đánh bại Đặng Ngải, mang quân chiếm được 9 trại Kỳ Sơn, chuẩn bị tấn công Trường An. Cơ hội tốt sắp tới với Thục, Đặng Ngải tiếp tục sai người mua chuộc Hoàng Hạo bên Thục, nhờ Lưu Thiện gọi Khương Duy về. Hoàng Hạo khoe tài muốn ra thay Khương Duy nên Lưu Thiện sai sứ hai ba lần đến thúc giục Khương Duy lui binh. Khương Duy đành nuốt uất ức mà lui về, cả chiến mã của ông cũng rưng rưng nước mắt không muốn về. Hoàng Hạo thấy việc đã thành nên xin Lưu Thiện rút lại lệnh xuất quân. Do đó Khương Duy về triều thì không được Lưu Thiện gặp. Khương Duy muốn tránh họa bị hại nên phải lui quân về Đạp Trung trồng lúa. Khi đó trong triều đình, Hậu chủ Lưu Thiện tin dùng hoạn quan Hoàng Hạo, bỏ việc chính sự. Khương Duy rất bất mãn, muốn xin Lưu Thiện giết Hạo không được. Lưu Thiện lại nói việc đó với Hạo và bắt Hạo xin lỗi ông. Ông lo rằng Hạo sẽ trả thù, nên xin ra trồng lúa ở Đạp Trung. Cuộc tấn công xem như bị hủy bỏ.
Trong lần này, Tam quốc diễn nghĩa mô tả về cái chết hư cấu của Hạ Hầu Bá. Mở đầu chiến dịch, Khương Duy sai Hạ Hầu Bá làm tiền bộ, dẫn binh đến Diêu Dương trước. Hạ Hầu Bá đến nơi, trông thấy trên mặt thành không có một lá cờ nào, bốn cửa mở tung cả. Bá vừa đến mặt thành, bỗng nghe một tiếng pháo nổ, rồi trên mặt thành còi trống vang động, tinh kỳ dựng lên tua tủa, cầu treo rút lên. Hạ Hầu Bá vội vã rút lui thì tên đạn trên thành bắn xuống như mưa. Hạ Hầu Bá và năm trăm quân cùng bị bắn chết hết.

## Kết quả
Từ năm 247, Khương Duy ra quân đánh Ngụy, sau chín lầm đem quân vào lãnh địa của quân Ngụy, quân Thục không thu được kết quả khả dĩ đồng thời còn hao tài tốn của, thiệt quân mất người. Quân Ngụy cũng bị thiệt hại nhiều, nhưng quốc lực của Ngụy lớn hơn hẳn nên có thể bù đắp tổn thất nhanh hơn Thục Hán. 
Việc Gia Cát Lượng ra Kỳ Sơn 6 lần trước đây được Tam Quốc Diễn Nghĩa gọi là Lục xuất Kỳ Sơn, còn Khương Duy đánh Ngụy được gọi là Cửu phạt trung nguyên. Theo các sử gia Trung Quốc, "Cửu phạt trung nguyên" chỉ chính xác đúng 1 chữ "cửu", còn 3 chữ sau không chính xác:
- Phạt: Trong 9 lần đánh nhau với quân Ngụy, không phải tất cả các lần ông chủ động ra quân, mà có lần đánh trong thế bị động.
- Trung nguyên: Cả chín lần ông dùng binh đều không phải tại các địa điểm thuộc trung nguyên (vùng trung tâm Trung Quốc).[2] Khương Duy chỉ đánh vào vùng biên viễn phía tây nước Ngụy. Vì nhà Tào Ngụy cai trị trung nguyên nên việc "đánh Ngụy" được gọi là đánh trung nguyên.